# Campeonato Português da Primeira Divisão de Hóquei em Campo Feminino (9x9) de 2015-16
O Campeonato Português da Primeira Divisão de Hóquei em Campo Feminino de 2015/2016 foi a 17ª edição, competição organizada pela Federação Portuguesa de Hóquei ,  É disputada por 12 equipas, em duas fases. A Lisbon Casuals Hockey Club conquistou o seu 1º Título.

## Apuramento Campeão
28/05/2016 – Lisbon Casuals HC – CF Os Belenenses, 3-0
28/05/2016 – GD Viso – CF Benfica, 6-0
28/05/2016 – CF Os Belenenses – CF Benfica, 0-0
28/05/2016 – GD Viso – Lisbon Casuals HC, 1-3
29/05/2016 – CF Os Belenenses – GD Viso, 1-1
29/05/2016 – CF Benfica – Lisbon Casuals HC, 0-5
29/05/2016 – CF Os Belenenses – CF Benfica, 2-0 (3º e 4º Lugar)
29/05/2016 – Lisbon Casuals HC – GD Viso, 3-0 (Final)

## Prémios Individuais
Melhor Marcadora - Ana Ventosa (LCHC)
Melhor Guarda Redes - Andreia Rebelo (LCHC)
Melhor Jogadora - Cláudia Fidalgo (LCHC)

### Melhores Marcadores
| Pos. | Nome         | Equipa            | Golos                             |
| ---- | ------------ | ----------------- | --------------------------------- |
| 1    | Ana Ventosa  | Lisbon Casuals HC | Golos FA - 13 Pontos FF (x2) - 27 |
| 2    | Mónica Sousa | GD Viso           | Golos FA - 9 Pontos FF (x2) - 17  |
| 3    | Ana Freitas  | Lisbon Casuals HC | Golos FA - 10 Pontos FF (x2) - 14 |
| 4    | Sara Ribeiro | Juventude HC      | Golos FA - 14 Pontos FF (x2) - 14 |

## Clasificação Zona Norte
|    | Clasificação Zona Norte 2016-2017 | J  | V  | E | D | GM | GS | Dif. | Pts |
| -- | --------------------------------- | -- | -- | - | - | -- | -- | ---- | --- |
| 1. | AD Lousada S15                    | 10 | 10 | 0 | 0 | 69 | 7  | +62  | 30  |
| 2. | GD Viso SF                        | 10 | 6  | 1 | 3 | 25 | 21 | +4   | 19  |
| 3. | Juventude HC SF                   | 10 | 6  | 0 | 4 | 32 | 20 | +12  | 18  |
| 4. | GD Viso S15                       | 10 | 3  | 1 | 6 | 19 | 53 | -34  | 10  |
| 5. | AA Espinho S15                    | 10 | 3  | 0 | 7 | 19 | 32 | -13  | 9   |
| 6. | CAMIR S15                         | 10 | 1  | 0 | 9 | 10 | 41 | -31  | 3   |

## Calendário
|                 | ADL  | GDV | JHC | V15  | AAE | CAM |
| AD Lousada S15  |      | 5-2 | 5-1 | 12-1 | 6-1 | 4-1 |
| GD Viso SF      | 0-5  |     | 4-2 | 6-2  | 2-0 | 3-0 |
| Juventude HC SF | 1-5  | 1-2 |     | 9-1  | 3-0 | 6-1 |
| GD Viso S15     | 0-16 | 1-1 | 0-1 |      | 4-2 | 5-0 |
| AA Espinho S15  | NR   | 5-3 | 1-2 | 5-3  |     | 4-3 |
| CAMIR S15       | 0-8  | 0-2 | 1-6 | 1-2  | 3-1 |     |

Nota: A 9ª Jornada (8.Maio.2016),  Juventude HC SF - GD Viso SF, 0-1 (NC) a repetição deste jogo foi a 22.Maio.2016, Juventude HC SF - GD Viso SF, 1-2.

### Melhores Marcadores Zona Norte (em atualização)
| Pos. | Nome            | Equipa          | Golos |
| ---- | --------------- | --------------- | ----- |
| 1    | Marco Moreira   | AD Lousada S15  | 23    |
| 2    | Sara Ribeiro    | Juventude HC SF | 14    |
| 3    | Gonçalo Marques | AD Lousada S15  | 13    |

## Clasificação Zona Sul
|    | Clasificação Zona Sul 2016-2017 | J  | V | E | D | GM | GS | Dif. | Pts |
| -- | ------------------------------- | -- | - | - | - | -- | -- | ---- | --- |
| 1. | Lisbon CHC SF                   | 10 | 9 | 0 | 1 | 56 | 16 | +40  | 27  |
| 2. | Lisbon CHC S15                  | 10 | 9 | 0 | 1 | 46 | 15 | +31  | 27  |
| 3. | Casa Pia AC S15                 | 10 | 6 | 0 | 4 | 37 | 33 | +4   | 18  |
| 4. | CFO Belenenses SF               | 10 | 3 | 1 | 6 | 29 | 38 | -9   | 10  |
| 5. | CF Benfica S15                  | 10 | 1 | 1 | 8 | 9  | 47 | -38  | 4   |
| 6. | CF Benfica SF                   | 10 | 1 | 0 | 9 | 6  | 34 | -28  | 3   |

## Calendário
|                   | LCHC | LS15 | CPAC | CFOB | BS15 | CFBS |
| Lisbon CHC SF     |      | 5-6  | 5-1  | 5-2  | 11-1 | 6-1  |
| Lisbon CHC S15    | 2-6  |      | 7-1  | 8-1  | 4-0  | 4-0  |
| Casa Pia AC S15   | 2-3  | 1-3  |      | 4-1  | 5-0  | 2-0  |
| CFO Belenenses SF | 0-5  | 1-5  | 2-7  |      | 4-4  | 8-0  |
| CF Benfica S15    | 1-8  | 0-6  | 0-9  | 0-7  |      | 1-2  |
| CF Benfica SF     | 0-2  | 0-1  | 2-5  | 0-3  | 1-2  |      |

### Melhores Marcadores Zona Sul (em atualização)
| Pos. | Nome            | Equipa         | Golos |
| ---- | --------------- | -------------- | ----- |
| 1    | Fredric Machado | Lisbon CHC S15 | 19    |
| 2    | Ana Ventosa     | Lisbon CHC SF  | 13    |
| 3    | Ana Freitas     | Lisbon CHC SF  | 10    |
| 3    | John Harrison   | Lisbon CHC S15 | 10    |